# پایگاه مقاومت بسیج
پایگاه مقاومت بسیج بخشی از سلسله مراتب سازمان مقاومت بسیج مستقر در محلات و مساجد است که وظیفه حفاظت و حراست از دستاوردهای انقلاب ۱۳۵۷ در حیطه اختیارات و محدوده سرزمینی خود دارد. هر پایگاه مقاومت بسیج زیرمجموعه حوزه مقاومت بسیج است، که خود زیرمجموعه ناحیه مقاومت بسیج می‌باشد.

## وظایف

### شورا و معاونین
- فرمانده پایگاه

راهبرد، تصمیم‌گیری، سازماندهی و صدور فرمان در چهارچوب قانون و اساسنامه و همین‌طور ابلاغیه‌های سپاه در راستای ماموریت‌های مُحَولِه.
معرفی شورا و معاونین پایگاه از جمله تصمیمات نخست یک فرمانده پایگاه است.
- جانشین پایگاه

تصمیم‌گیری صدور فرمان و امضاء جانشین حکم واحد با شخص فرمانده رده دارد.
وظایف فرماندهی پایگاه در صورت غیبت یا ناتوانی شخص فرمانده بر عهده جانشین است.
- فرمانده گردان

راهبرد، تصمیم‌گیری، سازماندهی و صدور فرمان در چهارچوب ضوابط پایگاه و اساسنامه و همین‌طور ابلاغیه‌های فرمانده گردان (مستقر در حوزه) در راستای ماموریت‌های محوله از جمله: تور ایست و بازرسی، گشت‌های محله محور (رضویون)، مقابله با تجمعات غیرقانونی و اغتشاشات است.
دسته رزمی در صورت افزایش اعضا و ارتقا مقام می‌تواند به جایگاه گروهان رزمی پایگاه ارتقاء پیدا کند.
ساختار دسته رزمی همانند پایگاه یک جانشین و چند معاونت دارد.
جایگاه فرمانده دسته از معاونین پایگاه ارجحیت دارد اما معاونین وی از معاونت‌های پایگاه جایگاه نازل‌تری دارند.
- بازرسی

وظیفه اجرای دستورات فرمانده پایگاه مبنی بر انتصاب و عزل معاونین و مسئولین رده بر عهده مسئول این معاونت است.
صدور احکام مسئولیتی و نظارت بر عملکرد اعضاء از جمله وظایف دیگر مسئول معاونت بازرسی است.
- حفاظت اطلاعات

نظارت و جلوگیری از نفوذ جریان‌های ناهمسو با خط مشی سپاه، جلوگیری از درز اطلاعات محرمانه به خارج از مجموعه و نظارت سیاسی امنیتی بر اعضاء و پرسنل این نیرو را بر عهده دارد.
این معاونت مستقلاً گزارش‌های خود را در اختیار حفاظت اطلاعات رده بالاتر قرار می‌دهد؛ رده‌های حفاظت اطلاعات در ادامه منتهی به حفاظت اطلاعات سپاه است که به شکل سلسله مراتب مستقل و متمرکز در تابعیت مستقیم فرماندهی کل قوا فعالیت می‌کند.
- مقاومت مردمی (عملیات)

عمده فعالیت‌های معاونت عملیات شامل تورهای ایست و بازرسی، گشت‌های محله محور (رضویون) و انجام امور مشابه است که با دستور مستقیم فرمانده و همکاری رده بالاتر با حکم کتبی فرمانده ناحیه صورت می‌گیرد.
تمامی فعالیت‌های این معاونت به‌همراه البسه و تجهیزات سازمانی بسیج است.
- آماد و پشتیبانی

وظیفه تهیه، توزیع و سازماندهی ادوات تجهیزات و اقلام مصرفی پایگاه در اختیار امین اموال که مسئول این معاونت است قرار می‌گیرد.
- سرمایه انسانی

جذب و سازماندهی و ارتقاء سطح اعضاء و نیروها جزو وظایف اصلی مسئول معاونت سرمایه انسانی پایگاه است.
جذب نیروهای عادی و تشکیل پرونده
معرفی نیروهای مستعد به دوره‌های ارتقاء درجه و
سازماندهی نیروها در مجموعه معاونت‌های پایگاه
گوشه‌ای از مسئولیت‌های این معاونت است.
- تعلیم و تربیت

برگزاری جلسات تربیتی و تشکیل کمیته تربیتی در پایگاه، برگزاری حلقات شورای پایگاه و در سطح متربیان (بسیجیان)، پیگیری احکام تربیتی در سطح پایگاه، جذب افراد در مسجد یا حسینیه سجادیه، همسو کردن و هم جهت کردن افراد در بسیج

## ازمانی
'

### شورا و معاونین
'
- فرمانده پایگاه

شخص فرمانده که معمولاً به پیشنهاد فرمانده رده بالاتر یا مسئولین محلی ویا اُمنای مسجد به‌همراه پیش نماز محل به سپاه معرفی می‌شود و از طرف ناحیه مقاومت بسیج منطقه یا سپاه شهرستان منصوب می‌شود.
- اعتبار احکام مسئولیت فرماندهان نسبت به شرایط و زمان از یک سال تا سه سال متغیر است.

فرمانده پایگاه بسیج اختیاراتی بر اساس اساسنامه بسیج و ابلاغیه‌های سپاه دارد.
- فرمانده پایگاه مقاومت بسیج ارشد نظامی محله یا محدوده استحفاظی آن پایگاه به‌شمار می‌رود.

- جانشین پایگاه

شخص جانشین از جانب فرمانده پایگاه به حوزه معرفی و از سوی رده بالاتر (حوزه مقاومت) می‌بایست تأیید شود.
جانشین دوم هم معمولاً بنام دفتر فرماندهی از طرف شخص فرمانده منصوب می‌شود.
زمانی که شخص فرمانده در دسترس نباشد، دستور و امضا جانشین با فرمانده حکم واحد دارد.
- فرمانده دسته رزمی پایگاه

شخص فرمانده دسته از جانب فرمانده پایگاه به گردان رزمی مستقر در حوزه معرفی می‌شود.
- بازرسی

مسئول معاونت بازرسی از سوی شخص فرمانده به مسئول معاونت بازرسی حوزه کتباً معرفی می‌شود.
- حفاظت اطلاعات

مسئول معاونت حفا پایگاه از سوی مسئول حفاظت اطلاعات رده بالاتر (حوزه) معرفی و در پایگاه منصوب می‌شود.
- اطلاعات

مسئول معاونت اطلاعات پایگاه از سوی شخص فرمانده پایگاه کتباً به مسئول معاونت اطلاعات حوزه معرفی می‌گردد. طی گذشت بررسی‌های حفاظتی و عقیدتی بعد از انتصاب شخص، توانایی انجام ماموریت‌های محوله با استفاده از احکام مأموریتی است.
- مقاومت مردمی (عملیات)

مسئول معاونت عملیات پایگاه از سوی شخص فرمانده پایگاه کتباً به مسئول معاونت عملیات حوزه معرفی می‌گردد. طی گذشت بررسی‌های حفاظتی و عقیدتی بعد از انتصاب شخص، توانایی انجام ماموریت‌های محوله با استفاده از احکام مأموریتی است.
- آماد و پشتیبانی

شخص مسئول این معاونت کتباً به مسئول معاونت آماد و پشتیبانی رده بالاتر (حوزه) معرفی می‌گردد.
- نیرو انسانی

شخص مسئول این معاونت کتباً به مسئول معاونت نیرو انسانی رده بالاتر (حوزه) معرفی می‌گردد.
- تأیید صلاحیت

مسئول معاونت عقیدتی پایگاه از سوی مسئول تأیید صلاحیت رده بالاتر (حوزه) معرفی و در پایگاه منصوب می‌شود.
- فرهنگی

شخص مسئول این معاونت کتباً به مسئول معاونت فرهنگی رده بالاتر (حوزه) معرفی می‌گردد.
معمولاً شخص مذکور با همکاری هیئت امنای مسجد و پیش نماز محل انتخاب می‌شود.
- فناوری اطلاعات و ارتباطات (فاوا)

شخص مسئول این معاونت کتباً به مسئول معاونت فاوا رده بالاتر (حوزه) معرفی می‌گردد.
- تعلیم تربیت

شخص مسئول این معاونت کتباً به مسئول معاونت تعلیم تربیت رده بالاتر (حوزه) معرفی می‌گردد.
معمولاً شخص مذکور توسط شخص فرمانده پایگاه به حوزه معرفی می‌شود.
- سازندگی و خدمات اجتماعی

شخص مسئول این معاونت کتباً به مسئول معاونت سازندگی رده بالاتر (حوزه) معرفی می‌گردد.
معمولاً شخص مذکور توسط فرمانده پایگاه انتخاب و به حوزه معرفی می‌شود.
- فضای مجازی

شخص مسئول این معاونت کتباً به مسئول معاونت فضای مجازی رده بالاتر (حوزه) معرفی می‌گردد.
- علمی آموزشی

شخص مسئول این معاونت کتباً به مسئول معاونت علمی آموزشی رده بالاتر (حوزه) معرفی می‌گردد.
'

## نگارخانه
تابلو یک پایگاه مقاومت به شکل معمول با مشخصات ساختار سازمانی